# Hulhimendhoo (Gaafu Alif-atol)
Hulhimendhoo is een van de onbewoonde eilanden van het Gaafu Alif-atol behorende tot de Maldiven.